# Wilhelm Ernest (książę Saksonii-Weimaru)
Wilhelm Ernest (ur. 19 października 1662 w Weimarze, zm. 26 sierpnia 1728 tamże) – książę Saksonii w księstwie Saksonii-Weimar od 1683 (z bratem Janem Ernestem III, a następnie z bratankiem Ernestem Augustem I).

## Życiorys
Wilhelm Ernest był starszym synem księcia Saksonii-Weimar Jana Ernesta II z rodu Wettinów i Chrystiany Elżbiety, córki księcia Szlezwika-Holsztynu-Sonderburga Jana Chrystiana. Początkowo wychowywany na dworze ojca, w 1676 został wysłany na naukę do Jeny. W 1679 wraz z młodszym bratem Janem Ernestem III udał się w podróż po Europie. Po śmierci ojca w 1683 wraz z bratem objął rządy w Saksonii-Weimar. Między braćmi dochodziło do konfliktów: Wilhelm Ernest chciał ograniczyć rolę brata, natomiast Jan Ernest chciał zwiększyć swój udział w rządach. Ostatecznie w 1702 Jan Ernest wycofał się z wszelkiej aktywności.
Po śmierci brata w 1707 Wilhelm Ernest został opiekunem małoletniego bratanka Ernesta Augusta I, który był także jego następcą (Wilhelm Ernest nie miał własnych dzieci). W 1709 bratanek został uznany za pełnoletniego i dopuszczony przez Wilhelma Ernesta do współrządów. Bardzo szybko doszło do konfliktu o podział uprawnień, który ciągnął się latami. Podczas konferencji mediacyjnej w 1723 Ernest August uznał zwierzchnią rolę Wilhelma Ernesta, ten jednak zgodził się na postulowane przez bratanka wprowadzenie zasady primogenitury.
Wilhelm Ernest był wiernym stronnikiem cesarskim i wielokrotnie stawał po jego stronie w różnych konfliktach. W 1686 przystąpił do Ligi Augsburskiej. W 1687 wysłał cesarzowi oddziały wojskowe do udziału w wojnie z Turcją, a potem jeszcze kilkakrotnie wspierał w ten sposób cesarzy w konfliktach zbrojnych. Po śmierci księcia Saksonii-Jena Jana Wilhelma w 1690 uzyskał dużą część tego księstwa. Nie udało mu się jednak przeprowadzić swoich pretensji do dziedzictwa w księstwie Saksonii-Lauenburg.
Uruchomił pocztę w księstwie, otwierał kopalnie, przeprowadził w 1726 taksację gruntów w celu uregulowania kwestii podatku od nieruchomości. Próbował ściągać do księstwa francuskich hugenotów, którzy opuszczali Francję po odwołaniu edyktu nantejskiego, przyznając szczególne ulgi i prawa (m.in. zwolnienia podatkowe na okres 15 lat) – te działania wywoływały jednak opór lokalnych rzemieślników oraz luterańskiego duchowieństwa. Utworzył archiwa i istniejącą do dziś bibliotekę, fundował szkoły i przytułki. Utrzymywał kontakt z Janem Sebastianem Bachem, którego zatrudniał w 1703 oraz w latach 1708–1717.
Żoną Wilhelma Ernesta była Szarlotta Maria (1669–1703), córka księcia Saksonii-Jeny Bernarda II. Małżeństwo był bezdzietne.